# Межидов, Абдул-Малик Хасмагомедович
Абду́л-Мали́к Хасмагомедович Межи́дов (13 февраля 1961 — не позднее 19 февраля 2013) — амир ШГ ЧРИ, командир учебного центра подготовки чеченских моджахедов «Джамаат исламия». В период первой чеченской войны — 1-й заместитель Хаттаба в 1995 году. Во время второй чеченской войны — один из ключевых представителей салафитского радикального крыла чеченского сопротивления. В структуре вооружённых формирований самопровозглашённой ЧРИ дослужился до звания бригадного генерала, возглавлял отряды Шариатской гвардии Ичкерии (1997—2009).

## Биография

### Ранние годы
Уроженец Дагестана, по происхождению этнический чеченец, по другим данным, уроженец города Урус-Мартан.

### Первая чеченская война
В Первую чеченскую войну в составе «Исламского полка особого назначения» участвовал в боях за Урус-Мартан, был первым заместителем Хаттаба. По некоторым данным, участвовал в террористическом акте в Будённовске.

### Межвоенный период
После окончания Первой чеченской войны получил звание бригадного генерала ЧРИ и возглавил созданную им лично Шариатскую гвардию ВС ЧРИ. В это время являлся одним из лидеров крупных вооружённых формирований в Урус-Мартановском районе Чечни (т. н. амир местного военного джамаата), имел связи с основными лидерами чеченских боевиков. Подконтрольную территорию Межидов фактически превратил в вооруженную оппозицию властям ЧРИ во главе с Асланом Масхадовым, легитимность которого поначалу открыто не признавал.
Известен своими жёсткими взглядами по вопросу государственного устройства Чечни — выступал за создание на территории республики исламского государства с главенствующей ролью шариатского права, на этой основе сблизился с салафитами.
В марте 1998 года согласно внутриполитическим договорённостям между представителями светских националистов и радикальной исламской оппозиции Межидов в правительстве Масхадова занял пост заместителя министра шариатской безопасности ЧРИ, где также возглавил департамент по исполнению наказаний, а следовательно, и всю систему т. н. «исправительных учреждений» ЧРИ. Одновременно являлся начальником центра подготовки террористов «Джамаат исламия».
В июне 1998 года после вооружённых столкновений в Гудермесе между его гвардейцами и бойцами Национальной гвардии Сулима Ямадаева и других полевых командиров, вступил в конфликт с Масхадовым, после чего президент ЧРИ разжаловал Межидова, отстранил его сторонников со всех постов в силовых структурах и вскоре вовсе расформировал «Шариатскую гвардию» (см. Межвоенный кризис в Чечне).
Межидову инкриминируется личное руководство похищением спецпредставителя МВД России в Чечне генерал-майора Г. Н. Шпигуна в аэропорту Грозного в марте 1999 года.

### Вторая чеченская война
Вновь заявил о себе, приняв участие в нападении боевиков в Дагестан в 1999 году и в нападении на территорию Ингушетии в 2002 году. Состоял в Высшем Военном Шура Моджахедов, являлся «командующим Старопромысловским сектором города Грозного».
Когда федеральные войска заняли Урус-Мартановский район, боевики амира Идриса стали устраивать диверсионные акции и вооружённые нападения на военные колонны российских вооружённых сил. Прокуратура Чечни подозревает людей Межидова в целой серии убийств и похищений чиновников довоенной администрации Урус-Мартана, военнослужащих и местных жителей, которые поддерживали новые властные структуры Чеченской Республики во главе с Ахматом Кадыровым.
По утверждению Ислама Сайдаева, Абдул-Малик был в союзе с Гелаевым после выхода из Грозного зимой 2000 года (несмотря на то, что Гелаев был приверженцем суфизма, а Межидов приверженцем салафизма), после чего в конце года они ушли в Панкисское ущелье. Как отмечает Сайдаев, их союз был неожиданным, так как во времена масхадовского правления они находились на разных сторонах во внутричеченской политике: Гелаев и его сторонники находились в оппозиции к Масхадову и его сторонникам, в число которых входил Абдул-Малик Межидов, который со своей Шариатской гвардией обеспечивал охрану шариатских судов и вдобавок руководил Департаментом исполнения наказаний, являвшимся одной из опор Масхадовской власти.
В марте 2001 года появились сообщения о пленении Межидова, но впоследствии они не подтвердились.
По сведениям Информационного управления Президента России, с 2002 года он постоянно находился на территории Панкисского ущелья, откуда по заданию Руслана Гелаева занимался вопросами финансирования и переправки боевиков с территории Грузии в Чечню.
Вместе с Гелаевым руководил переходом боевиков из Панкисского ущелья в Чечню в августе-сентябре 2002 года.
По данным чеченского сепаратистского сайта Кавказ-центр, в июле 2003 года Межидов появился на видео на совещании полевых командиров Маджлисуль Шуры ЧРИ Юго-Западного фронта Вооружённых сил Ичкерии в горных районах на юге Чечни.
7 апреля 2007 года указом т. н. «президента ЧРИ» Доку Умарова № 135. Шариатская гвардия была воссоздана, а Межидов был восстановлен в звании бригадный генерал и вновь назначен её командиром.
По данным исламистских ресурсов, на 19 февраля 2013 года был убит, дата и место смерти неизвестны.